# سیارک ۲۴۷
سیارک ۲۴۷ (به انگلیسی: 247 Eukrate) دویست و چهل و هفتمین سیارک کشف شده‌است که در ۱۴ مارس ۱۸۸۵ و در دوسلدورف کشف شد.
قدر مطلق سیارک برابر ۸٫۰۴ است.